# Eriocaulon stipantepalum
Eriocaulon stipantepalum är en gräsväxtart som beskrevs av Kimp. Eriocaulon stipantepalum ingår i släktet Eriocaulon och familjen Eriocaulaceae. IUCN kategoriserar arten globalt som starkt hotad.
Artens utbredningsområde är Kongo-Kinshasa. Inga underarter finns listade i Catalogue of Life.